# Embia femoralis
Embia femoralis is een insectensoort uit de familie Embiidae, die tot de orde webspinners (Embioptera) behoort. De soort komt voor in Congo-Kinshasa.
Embia femoralis is voor het eerst wetenschappelijk beschreven door Navás in 1931.